# Apollo News
Apollo News ist ein rechtskonservatives beziehungsweise rechtslibertäres Online-Magazin und Alternativmedium. Es wurde in seiner derzeitigen Form Anfang 2022 von Max Mannhart in Berlin-Treptow gegründet. Neben dem Online-Magazin verbreitet Apollo News seine Inhalte auch über Soziale Medien.

## Entstehung und Geschichte
2018 wurde Apollo News, damals noch als Schülerblog, unter anderem von Max Mannhart gegründet. Mannhart schrieb zudem für den Blog „Achse des Guten“. Ab 2020 arbeitete Mannhart als Redakteur für Tichys Einblick, 20 weitere Mitglieder des „Apollo“-Teams trafen 2021 als Jugendredaktion von Tichys Einblick dazu.
2022 wechselte das „Apollo“-Team zur Redaktion von Julian Reichelt und trug zum Aufbau des rechtspopulistischen Online-Portals Nius bei. Mannhart fungierte dabei als Leiter des Nius-Vorgängers pleiteticker.de. Laut einem Bericht des Medium Magazins kam es zu Konflikten mit anderen Kollegen, die die Qualität der Arbeit der späteren Apollo-Autoren sowie deren Themenauswahl kritisierten. Reichelt dagegen lobte die Arbeit von Apollo News als „mutig und beeindruckend“.
2023 verließ das „Apollo“-Team Reichelt und machte sich selbstständig.
Laut Mannhart hatte im März 2025 keiner der damals 15 festangestellten Redakteure eine formale journalistische Ausbildung. Im Juli 2025 stieß der frühere Cicero-Ressortleiter Daniel Gräber als Mitglied der Chefredaktion zu Apollo News.
Die Verantwortlichen verstehen den Blog als „Jugendjournalismus“, der es sich zur Aufgabe gemacht hat, Nachwuchsjournalisten jenseits des „links-grünen Mainstreams“ auszubilden, so Mannhart. Dabei kooperieren sie laut Belltower News mit Tichys Einblick und dem Blog pleiteticker.de. Anfang 2025 verzeichnete die Website durchschnittlich etwa sieben Millionen Aufrufe pro Monat. Finanziert wird Apollo News laut Mannhart hauptsächlich durch Spenden und Werbeeinnahmen.

## Politische Ausrichtung
Laut dem MDR zeigen viele Autoren des Magazins eine „stark libertäre und teils rechtspopulistische Ausrichtung“. Der Spiegel ordnete Apollo News in eine Reihe von Plattformen ein, die Desinformationen und extrem rechte Narrative verbreiten würden, wobei die Grenzen zwischen seriösem Journalismus und manipulativen Inhalten für ungeübte Leser verschwimmen würden. Apollo News gehe in seiner Unterstützung der Alternative für Deutschland subtiler vor als andere Medien. Es sehe auf den ersten Blick aus wie eine klassische Online-Newsseite, schreibe aber positiv über die Partei. Stefan Niggemeier bezeichnete Apollo News auf Übermedien als „rechtes Alternativmedium“. Die Zeit schrieb, der Ton sei „bürgerlich, ruhig“ und es werde „nicht gehetzt“, die Auswahl der Themen sei jedoch begrenzt. Es gehe um Donald Trump, die Grünen und die Fehler des öffentlich-rechtlichen Rundfunks. Vor allem werde viel über das berichtet, worüber auch die Alternative für Deutschland gerne rede. Die Autoren seien nicht nur jung, sondern auch gebildet und hätten etwa Wirtschaftsinformatik, Jura, Politik oder Psychologie studiert.
Laut dem Thinktank CeMAS positioniert sich Apollo News „für einen Minimalstaat und gegen den Sozialismus als eine Art Hauptfeind“. Zusammen mit der Ablehnung von Migration und anderen konservativen bis reaktionären Gesellschaftsvorstellungen trage dies zur wachsenden Popularität des Magazins bei. In deutschsprachigen verschwörungsideologischen oder rechtsextremen Telegram-Chats seien Links zu Apollo-Inhalten mittlerweile bedeutend verbreiteter als Links zu Junge Freiheit, Nius oder Tichys Einblick.
Die Journalistik-Professorin Gabriele Hooffacker zählt Apollo News neben Nius und Tichys Einblick zu „rechten Boulevardmedien“, die mit „Trigger-Themen“ wie „Gendersternchen, Regenbogenflaggen, über Migration bis hin zum Schwangerschaftsabbruch“ arbeiteten, um bestimmte Gesellschaftsgruppen zu aktivieren. Ziel sei es, Bundestagsabgeordnete zu beeinflussen, um ihnen gesellschaftlichen Gegenwind zu suggerieren. Dieser aber stamme von den „Rändern der Gesellschaft, [n]icht von der schweigenden Mehrheit“. Medien wie Apollo News gäben Positionen verzerrt und emotional aufgeladen wider, stellten sich als Opfer dar, forderten Meinungsfreiheit für ihre eigenen Positionen, lehnten sie aber bei anderen Positionen ab. Den Erfolg von Medien wie Apollo News erklärt sie mit dem Hostile-Media-Effekt: Wenn Menschen mit fester politischer Überzeugung in Medien auch mit anderen Meinungen konfrontiert werde, komme es zu einer verzerrten Wahrnehmung, die verhindere, „dass diese Menschen wahrnehmen, dass der Großteil der Medien eigentlich ausgewogen berichtet und und verschiedene Perspektiven zeigt“. Daher folgten schlussendlich viele solcher Menschen nur noch Medien, die ihre eigenen Meinungen bestärken, statt unterschiedliche Ansichten abzubilden.

## Kontroversen
Laut Correctiv behauptete ein Beitrag von Apollo News auf Telegram, dass die von der Beauftragten der Bundesregierung für Migration, Flüchtlinge und Integration geförderte Informationsseite „Handbook Germany“ der Neuen deutschen Medienmacher*innen Eltern raten würde, „doch einfach eines ihrer Kinder verschwinden [zu lassen]“, um ihre Abschiebung zu verhindern. Ein derartiger Tipp findet sich laut Correctiv nicht auf der Seite, laut der Betreiberin der Seite auch in der Vergangenheit nicht. Nach der Amokfahrt in Mannheim 2025 verbreitete Apollo News einen gefälschten Polizeibericht, laut dem der Täter einen „dunklen Hauttyp“ habe. Boris Rosenkranz kritisierte dies auf Übermedien als Beispiel für vorschnelle Verurteilungen von Ausländern nach Attentaten.
Das Medium Magazin kritisierte handwerkliche Fehler bei Apollo News. So sei ein Zitat des Kanzleramtschefs Wolfgang Schmidt verfälscht wiedergegeben und die mutmaßlichen Rechtsterroristen der Gruppe Sächsische Separatisten durch Auslassen ihrer Pläne für ethnische Säuberungen als „ungefährlichere Prepper“ dargestellt worden. Auch sei US-Präsident Joe Biden unterstellt worden, den Ostersonntag 2021 zum Transgender Day of Visibility erklärt zu haben. Dieser Tag findet jedoch seit 2009 jährlich am gleichen Datum statt und fiel 2024 rein zufällig auf den Ostersonntag. Laut dem MDR wurde in einem TikTok-Video von Apollo News Aussagen der Grünenpolitikerin Katrin Göring-Eckardt „bis ins Unkenntliche verzerrt“. Das Video wurde mehrere hunderttausend Male aufgerufen.
Eine Social-Media-Analyse des Thinktanks Polisphere sah in einem Beitrag von Apollo News den Anfang einer Kampagne gegen die Bundesverfassungsgerichtskandidatin Frauke Brosius-Gersdorf. Das NDR-Medienmagazin Zapp stufte den Artikeltext als „relativ sachlich“ ein, fand es aber erwartbar, dass etwa Nius-Chef Reichelt auf „Reizthemen für Rechtspopulisten“ ansprang. Das ZDF behauptete in seiner heute-journal-Sendung fälschlicherweise, Apollo News habe in zwei Artikeln zur Brosius-Gersdorf-Affäre Falschmeldungen verbreitet. Das ZDF korrigierte den Beitrag nachträglich und gab gegenüber Apollo News eine Unterlassungserklärung ab.